# The Vinchucas
The Vinchucas fue un grupo alemán de música electrónica conocido por su marcado sonido experimental. El grupo fue creado por el productor germano-uruguayo Eduardo Méndez-Gaa en el año 2014 en Berlín. Un año más tarde, en 2015, presentaron su debut ZA, editado por el sello independiente 'micoloco records' en Berlín. El álbum se publicó en formato digital y en CD. Destacó el tema Doubters.
En 2016 publicaron en formato digital el EP Chapinero, los primeros cortes en video son Tausend Unwägbarkeiten y Chapinero, con un clip rodado en el barrio homónimo de Bogotá.
En Chapinero, The Vinchucas realizaron diferentes coproducciones, una de ellas con la cantante colombiana Vivian Arias en el tema Conmigo y otra con la intérprete japonesa Sato en スコポラミン (Scopolamine). También en 2016 se editó NYIA, la tercera y última parte de la trilogía de The Vinchucas. En NYIA destacaron tres cooperaciones: la primera con el cantante rap estadounidense casH en In my head, con Sally en Epa epa y el remix Scopolamine de NazT. Méndez-Gaa continúa su labor de productor con las bandas The Hrundi V. Bakshis y Kultkombinat.

## Discografía
Álbumes
- ZA (2015)[9]
- Chapinero (2016)[10]
- NYIA (2016)[11]